# 粗叶悬钩子
粗叶悬钩子（学名：Rubus alceaefolius）为蔷薇科悬钩子属的植物。分布在印度、东南亚、缅甸、菲律宾、日本、台湾岛以及中国大陆的贵州、湖南、福建、广东、江苏、江西、广西、云南等地，生长于海拔500米至2,000米的地区，多生长在灌丛中、沼泽、山谷杂木林内、向阳山坡以及路旁岩石间，目前尚未由人工引种栽培。

## 异名
- Rubus alceaefolius Poir. var. diversilobatus  (Merr. et Chun) Yu et Lu